# Обсерватория Кека

Сравнение основных зеркал некоторых телескопов (телескопы Кека обозначены парой синих шестиугольников в верхней правой части рисунка)

Обсерватория Кека (англ. W. M. Keck Observatory) — астрономическая обсерватория, расположенная на пике горы Мауна-Кеа (4145 метров над уровнем моря), на острове Гавайи, США. Телескопы обсерватории были крупнейшими в мире с 1993 по 2007 год, до введения в строй  Большого канарского телескопа GTC (10,4 м). Имеют возможность работать в режиме астрономического интерферометра, для увеличения разрешающей способности. Оснащены активной и адаптивной оптикой. Обсерватория находится в зоне одного из лучших в мире астроклиматов.

## Описание
В обсерватории Кека находятся два зеркальных телескопа, эквивалентный диаметр шестиугольных первичных зеркал составляет 10 метров. Каждое зеркало составлено из 36 малых шестиугольных зеркал. Эти телескопы входят в число крупнейших в мире. 
В 1985 году благотворительный фонд Уильяма Майрона Кека выделил 70 млн долларов для финансирования проекта и постройки телескопов. Фонд был основан в 1954 году Уильямом Майроном Кеком (1880—1964) для поддержки научных открытий и новых технологий. Одним из первых проектов, финансируемых этим фондом, стал телескоп Кек I. Первый телескоп был закончен в 1993 году, второй — в 1996 году.
Телескопы построены по системе Ричи — Кретьена. Каждое из первичных зеркал составлено из 36 шестиугольных сегментов, которые объединены в единую структуру. Каждый сегмент весит 0,5 тонны и имеет толщину около 8 см. Все эти сегменты сделаны немецкой компанией Schott AG из специальной стеклокерамики Zerodur, имеющей очень низкий коэффициент теплового расширения. Сам по себе Zerodur, как и любое стекло, не способен эффективно отражать свет, поэтому сегменты покрыты тонким отражающим слоем алюминия. Каждый сегмент оборудован специальной устойчивой системой сложных механизмов поддержки и наведения, а также системой, защищающей зеркала от деформации. Три высокоточных привода, управляемых компьютерами, постоянно позиционируют каждый из сегментов, образуя гиперболическую поверхность с фокусным расстоянием в 17,5 метров. Во время наблюдений управляемая компьютером система датчиков и приводов головок регулирует положение каждого сегмента относительно соседних с точностью до четырёх нанометров.
В 1999 году на обсерваторию Кека была установлена одна из первых систем адаптивной оптики, позволяющая устранять атмосферные искажения. Использование адаптивной оптики в инфракрасном диапазоне на длине волны 2 микрона делает возможным получение изображений с разрешением 0,04 секунды дуги.
В 2001 году был установлен интерферометр, связывающий оба телескопа вместе. Так как телескопы «Кек I» и «Кек II» находятся на расстоянии около 85 метров друг от друга, это позволило добиться разрешения, эквивалентного телескопу с 85-метровым зеркалом, то есть около 0,005 угловых секунды. Телескопы расположены на альт-азимутальных монтировках. Общая масса каждого телескопа составляет приблизительно 300 тонн.
Управление телескопами ведётся из офисов штаб-квартиры в Ваймеа. Для каждого из двух телескопов своя комната управления. Большинство астрономов имеют только две ночи для наблюдения, причём очередь для наблюдений может достигать 1,5 года с момента заявки. Но иногда, в зависимости от астрономов и того, что является объектом их наблюдения, они могут достаточно быстро получить дополнительную возможность вернуться к наблюдениям (например, когда погода недостаточно хороша для исследований).
Годовой бюджет — 11 млн долл. США. Около 125 человек работают в обсерватории полный рабочий день, из них примерно две трети — местное население с Гавайских островов. Обсерватория является одним из крупнейших работодателей города Ваймеа. Обсерватория располагает восемью полноприводными автомобилями, чтобы добраться до вершины, а также собственной мастерской для поддержания их в технически исправном состоянии.

## Научные достижения
Наибольшее количество экзопланет открыто именно в этой обсерватории с помощью спектрометра высокого разрешения. Среди них — самая молодая, находящаяся на стадии формирования, экзопланета LkCa 15 b. Открытие этой экзопланеты поможет лучше понять зарождение и эволюцию нашей Солнечной системы.
Начиная с 1998 года в обсерватории работала Андреа Гез во главе группы учёных. Её изучение компактного радиоисточника Стрелец A* и доказательство того, что он является сверхмассивной чёрной дырой (более 4 млн M☉), находящейся в центре галактики Млечный Путь, в 2020 году было удостоено Нобелевской премии по физике.

## Инструменты
MOSFIRE

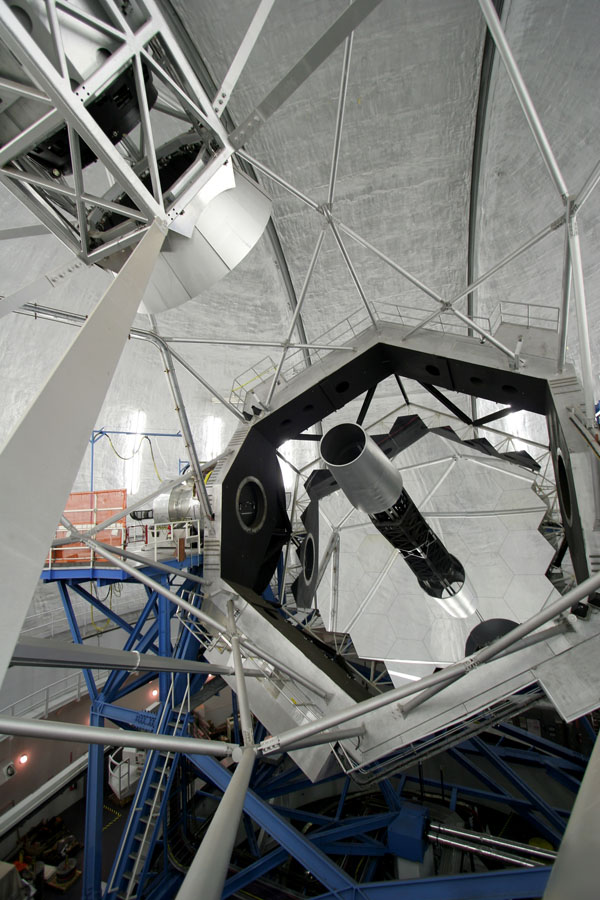
Сегментированное основное зеркало телескопа «Кек II»

MOSFIRE (Multi-Object Spectrograph For Infra-Red Exploration) — спектрометр, работающий в ближнем инфракрасном диапазоне.
Относится к третьему поколению инструментов обсерватории. Установлен 8 февраля 2012 года на телескопе «Кек I», и «первый свет» получен 4 апреля 2012 года. Широкоугольный блок формирования изображений для ближнего инфракрасного диапазона (от 0,97 до 2,41 мкм) оснащен криогенными блоками Configurable Slit Unit (CSU), разработанными на основе прототипа Швейцарского центра электроники и микротехнологии для космического телескопа имени Джеймса Уэбба, настраиваемыми с пульта дистанционного управления менее чем за 6 минут без колебаний температуры. Затворы двигаются с каждой стороны, чтобы сформировать до 46 щелей. Когда затворы убираются, прибор становится широкоугольным блоком формирования изображений. Этот инструмент был разработан командой Калифорнийского университета в Лос-Анджелесе, Калифорнийского технологического института и Калифорнийского университета в Санта-Крузе. Главными исследователями являются Ян Маклин (Калифорнийский университет в Лос-Анджелесе) и Чарльз Штедель (Калифорнийский технологический институт), проектом управляет менеджер обсерватории Шон Адкинс. Проект финансировался программой Telescope System Instrumentation Program (TSIP) ассоциации AURA при финансовой поддержке Национального научного фонда и частными пожертвованиями Гордона и Бетти Мур.

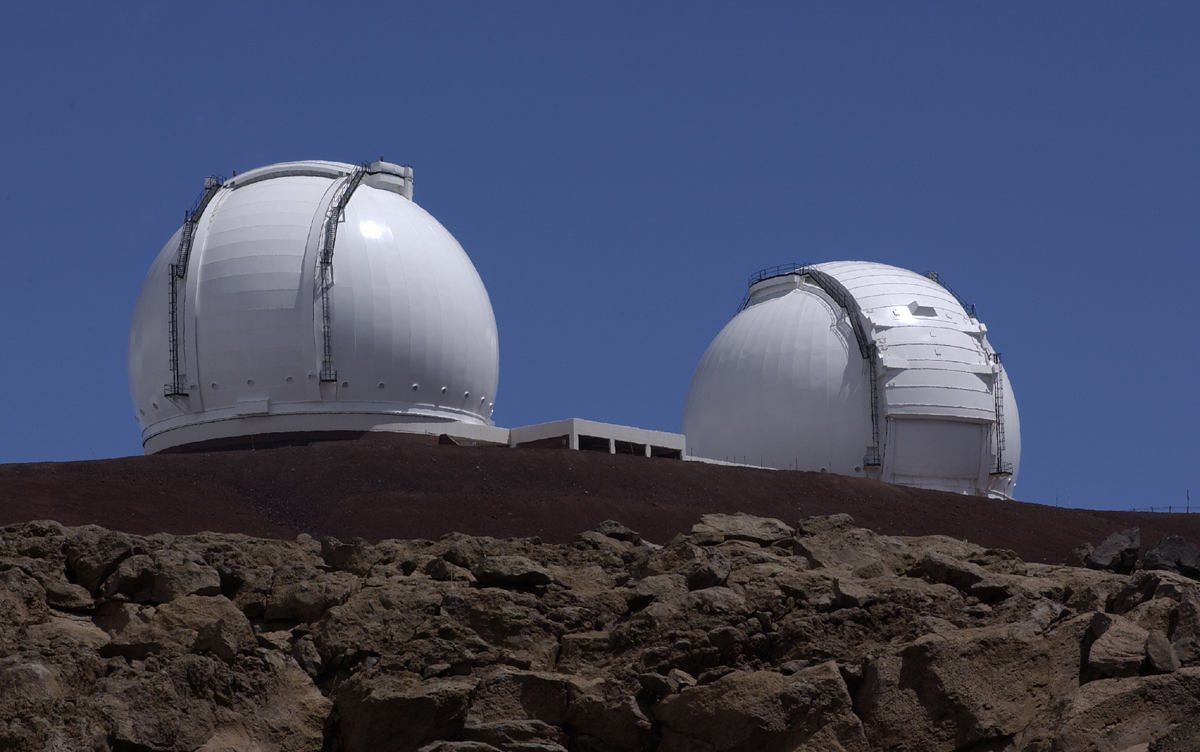
Телескопы Кека
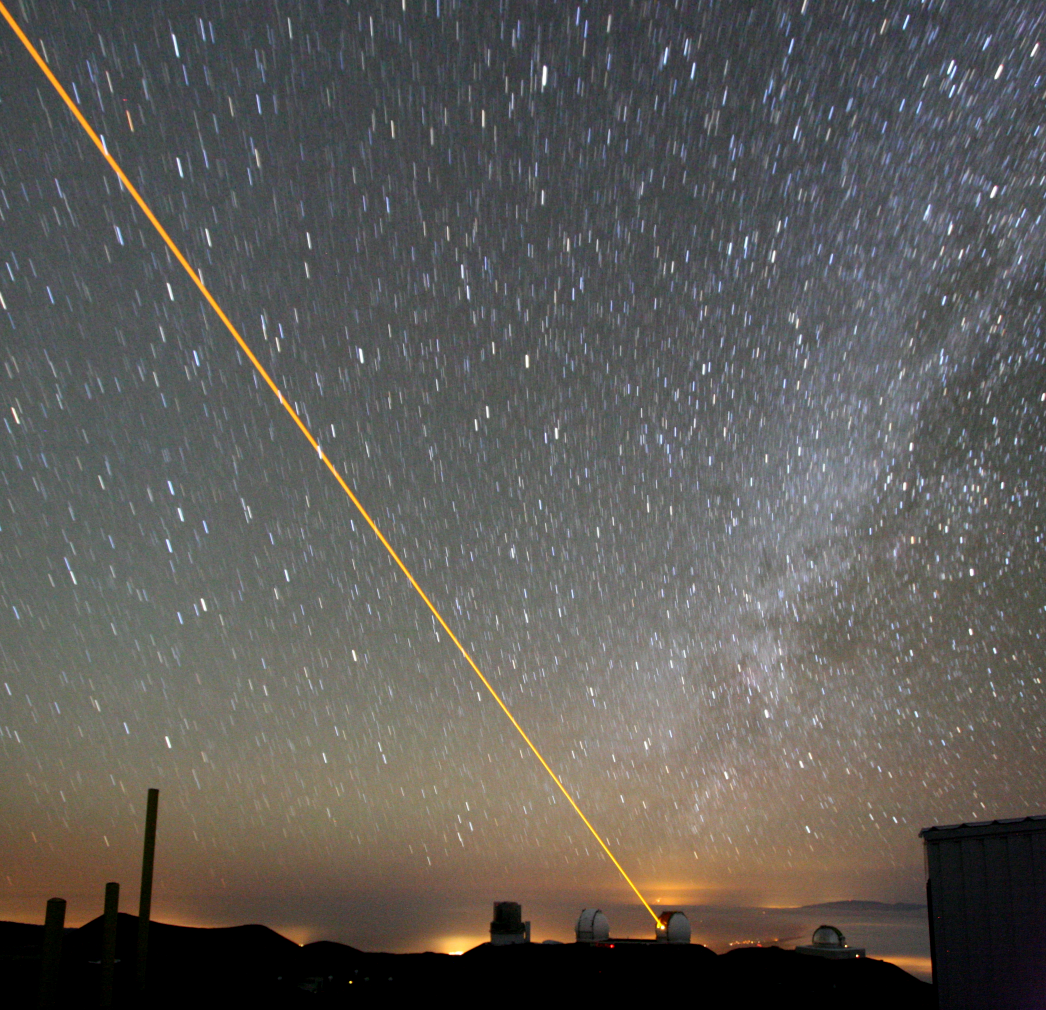
Ночное небо и лазерный луч, используемый в системе адаптивной оптики
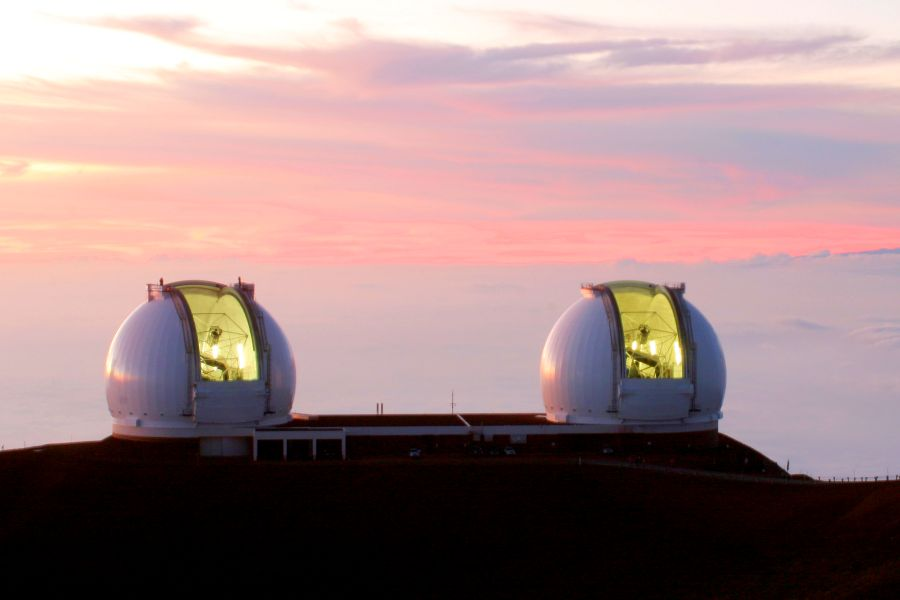
Обсерватория Кека на закате